# Ландовска, Ванда
Ванда Ландовска, традиц. Ландо́вская (пол. Wanda Landowska; 5 июля 1879, Варшава, Российская империя — 16 августа 1959, Лэйквилл, штат Коннектикут) — польская пианистка и (преимущественно) клавесинистка

, музыкальный педагог. Ключевая фигура в возрождении клавесина в первой половине XX века.

## Биография
Родилась в еврейской семье — адвоката Мариана Ландовского и Эвелины Лаушевич. Училась в Варшавской консерватории у Яна Клечинского и Александра Михаловского, в 1896—1900 гг. изучала композицию в Берлине у Генриха Урбана.
В 1900—1912 гг. Ландовска жила в Париже и преподавала (как пианистка) в консерватории «Schola Cantorum», одновременно работая над книгой «Старинная музыка» (фр. Musique ancienne; 1909). В этот период окончательно оформился её интерес к клавесину как аутентичному инструменту клавирной музыки XVIII века.

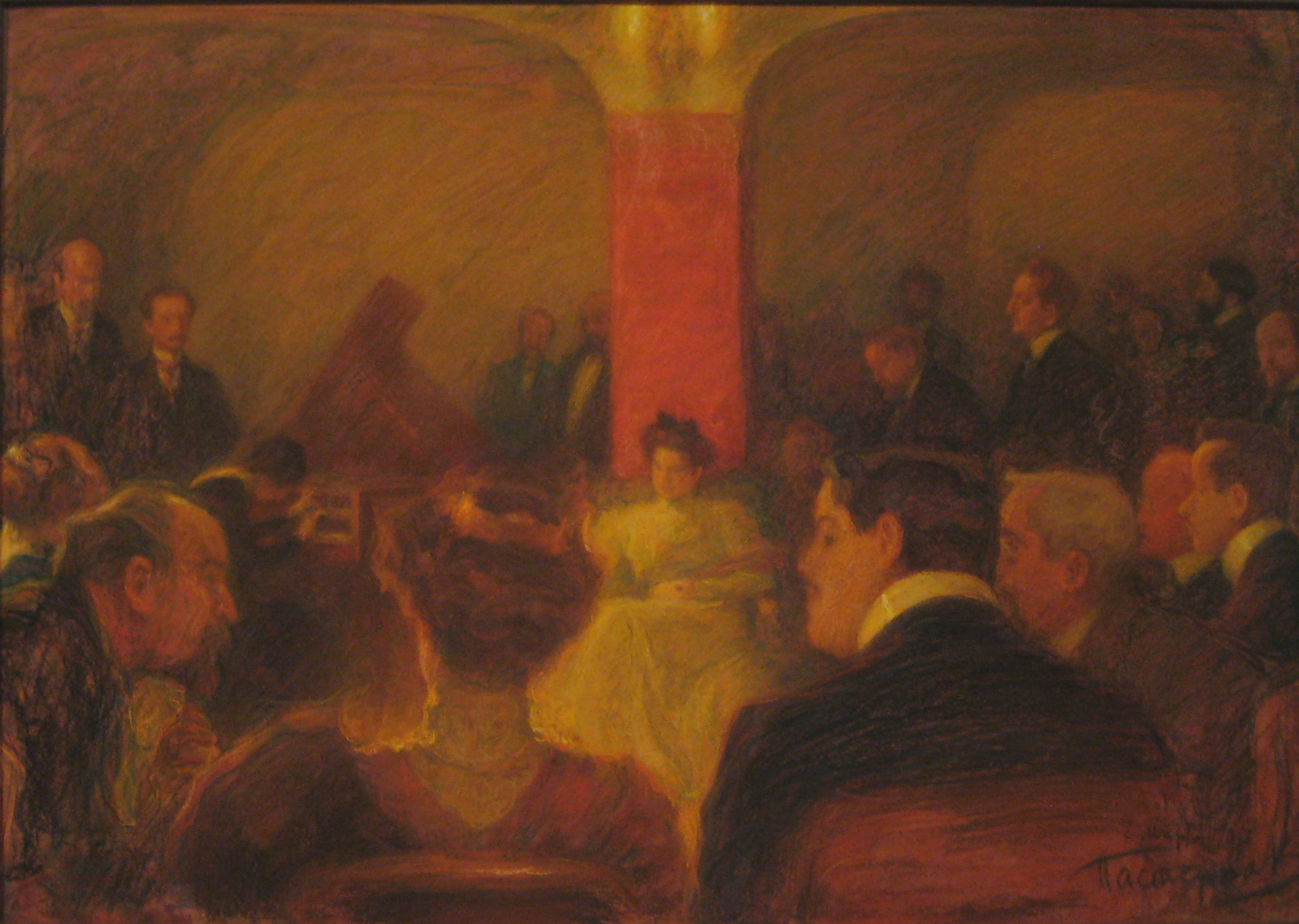
«Концерт Ванды Ландовской», пастель Л. О. Пастернака (1907). Вечер старинной музыки в московском «Обществе свободной живописи». Среди изображённых В. А. Серов, С. П. Дягилев, И. С. Остроухов и др.

В 1903 году дебютировала как клавесинистка. С 1906 гастролировала в Европе, в том числе в 1907 и 1909 гг. в России, где её игру слушал Л. Н. Толстой. В 1907 участвовала в «Русских исторических концертах» С. Дягилева, в рамках «Русских сезонов». Творческий подход Ландовской в интерпретации старинной музыки вдохновили Дягилева на дальнейшее использование произведений старых мастеров в балетном искусстве XX века (были созданы балеты на музыку Д. Скарлатти, «Женщины в хорошем настроении» (фр. Les Femmes de bonne humeur), М. Монтеклера («Искушение пастушки», фр. Les Tentations de la bergère) и др.).
В 1912 г. Ландовская переехала в Берлин и по предложению Германа Кречмара открыла первый в новейшей музыкальной истории специальный класс клавесина в Берлинской Высшей школе музыки. В 1920 г. Ландовска вернулась в Париж, в 1925 г. открыла собственную Школу старинной музыки (фр. École de Musique Ancienne), превратив свой дом в предместье Сен-Лё-Ла-Форе в учебный центр. Одновременно в 1920-30-е гг. она широко гастролировала по Европе и США. В этот период Ландовска приняла французское гражданство.
С началом Второй мировой войны Ландовска продолжала сначала жить под Парижем и работать над записями музыки Баха и Скарлатти (на некоторых записях, сделанных в это время в Сен-Лё-Ла-Форе, слышны разрывы бомб). В 1940 году, опасаясь преследования нацистов, она бежала из Франции (в сопровождении своей ученицы и спутницы Дениз Ресту) через Португалию в США. Её обширная парижская библиотека и ценная коллекция старинных инструментов были разграблены.
Прибыв в Нью-Йорк в 1941 г., Ландовска вела обширную концертную, лекторскую и педагогическую деятельность до последних месяцев своей жизни.

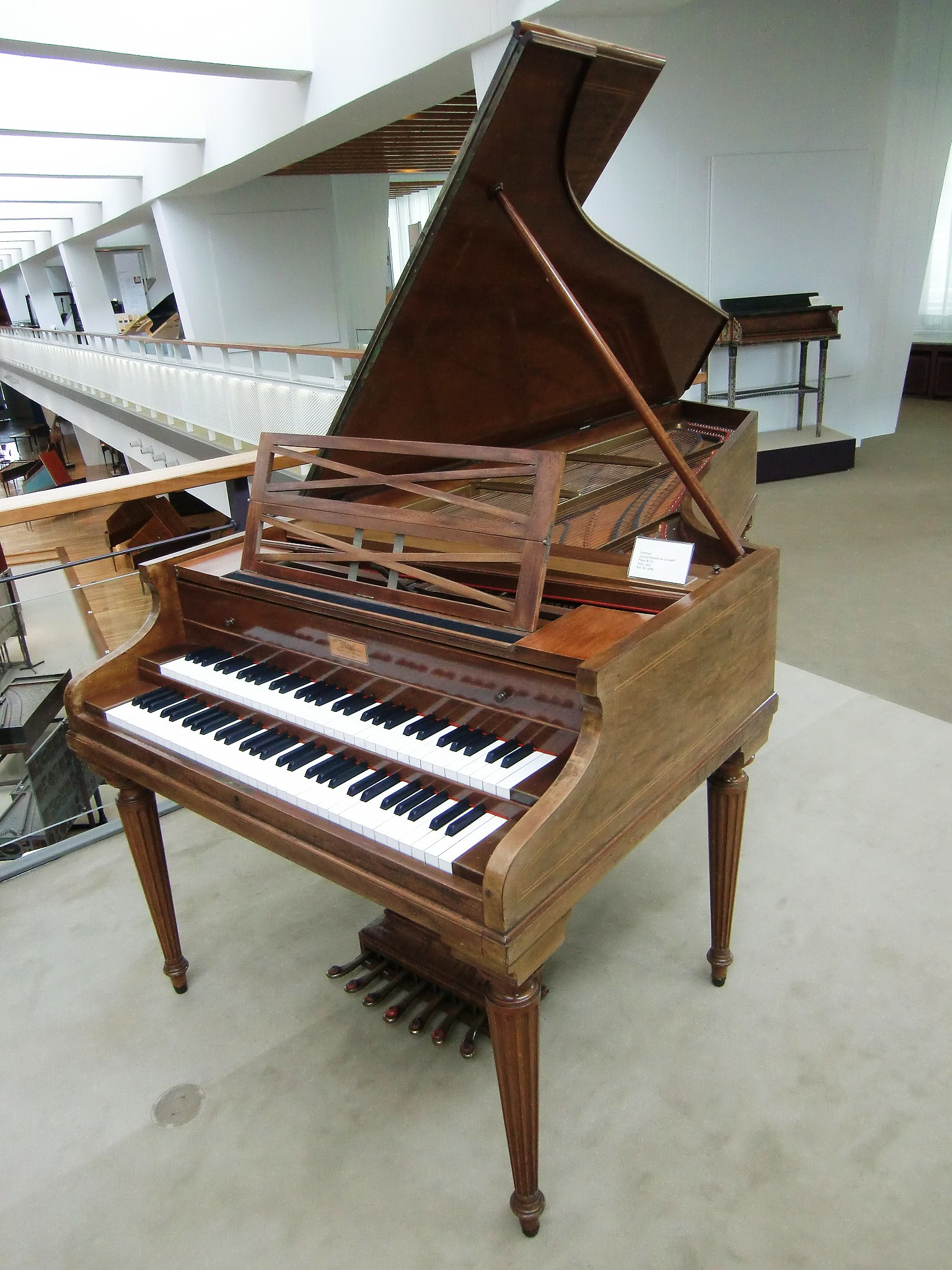
«Концертный клавесин» (1927), разработанный фабрикой «Плейель» по замыслу Ландовской. Берлинский музей музыкальный инструментов

## Концертный клавесин
Ландовская считала традиционный «камерный» клавесин непригодным для большой эстрады. В 1912 году на фирме Плейель в соответствии с её указаниями был построен первый инструмент, который получил название «большого концертного клавесина». Позже были выпущены другие его модификации (см. на иллюстрации), общими для которых были большие, по сравнению с традиционным инструментом, размеры, 16-футовый регистр, мощная металлическая рама, рояльная клавиатура и рояльные педали.
Ландовская агитировала композиторов-современников писать новую музыку для такого инструмента. Среди отозвавшихся на этот призыв были Мануэль де Фалья, написавший для него концерт в сопровождении камерного ансамбля (1926), и Франсис Пуленк, написавший «Сельский концерт» для клавесина с оркестром (1928).
После Второй мировой войны, когда представление об аутентичности клавесинной музыки изменилось, производство «рояльных» клавесинов постепенно сошло на нет. Современные аутентисты для исполнения старинной музыки стремятся использовать оригинальные инструменты, либо современные реконструкции старинных клавесинов.

## Наследие
В репертуар Ландовской входили произведения важнейших композиторов XVIII века: Баха (в 1931 г. она осуществила первую запись Гольдберг-вариаций на клавесине), Генделя, Куперена, Рамо, К. Ф. Э. Баха, а также клавесинные сочинения композиторов XX века.
Её музыковедческое наследие было подготовлено к печати Дениз Ресту.
Среди учеников Ландовской — Алиса Элерс, Эта Харих-Шнайдер, Эдит Вайс-Манн, Ралф Киркпатрик, Рафаэль Пуйяна, Эме ван де Виле, Казимеж Флатау, Маргерита Казуро-Тромбини и др.

## Цитаты
- Нельзя играть великие произведения так, как будто смотришь на похоронную процессию, — остолбенев от уважения.
- Между двумя ударами метронома — пауза. Между двумя ударами сердца — целый мир.